# The Quiet Family
The Quiet Family ist ein südkoreanischer Film aus dem Jahr 1998. Es ist der erste Film des Regisseurs Kim Jee-woon. Er handelt von einer Familie, die eine Herberge in einer abgelegenen Gegend führt und deren Kunden ständig sterben oder ermordet werden.
In Deutschland ist der Film auch unter dem Titel Die verschwiegene Familie bekannt. Der Film The Happiness of the Katakuris (2001) von Takashi Miike basiert auf The Quiet Family.

## Handlung
Die Großfamilie Kang ist aus der Stadt in ein großes Haus in den Bergen gezogen. Dieses haben sie in ein Hotel für Wanderer umgebaut. Zunächst bleiben die Gäste aus, was zur Unzufriedenheit der Familienmitglieder führt. Die Familie besteht aus der 17-jährigen Kang Mi-na, die die Geschichte erzählt, ihrer älteren Schwester Mi-su, dem Bruder Yeong-min, Onkel Chang-ku und ihren Eltern Tae-gu und Jeong Sun-ryae.
Nach ein paar Tagen kommt eine verwirrte, alte Frau zu dem Hotel, welche viele unverständliche Wörter benutzt und von einem Fluch spricht. Schließlich sucht auch ein erster Gast nach einem Zimmer. In der Nacht schleift dieser seinen Zimmerschlüssel, wodurch Mi-na aufwacht und ihre Schwester weckt. Am nächsten Morgen findet die Familie den Mann tot in seinem Zimmer auf. Sie gehen von Selbstmord aus, beschließen jedoch, die Leichen im Wald zu vergraben, da sie befürchten, die Polizei würde ihnen nicht glauben. Später kommt ein Paar ins Hotel und hat dort Sex. Am nächsten Morgen liegen auch diese tot nebeneinander und werden daraufhin auch von der Familie im Wald begraben.
Später läuft das Hotel besser und es kommen unter anderem zwei Freunde, von denen einer versucht Mi-su näher zu kommen. Auch diese findet den Mann attraktiv und geht mit ihm abends in den Wald. Dort versucht der Mann sie zu vergewaltigen, doch ihr Bruder kann noch rechtzeitig eingreifen. Er schubst den Mann schließlich von einer Klippe. Der Freund des Mannes wird in einem Schuppen gefangengehalten, damit er der Polizei nichts erzählen kann.
Mr. Park, der der Familie das Haus zur Verfügung stellt, fragt nach einem Zimmer für seine jüngere Halbschwester und seinen Vater. Ein Auftragskiller soll dann das Nebenzimmer bekommen und diese töten, so dass Park der einzige Erbe ist. Allerdings kommt der Auftragskiller 15 Minuten zu spät und erhält so das falsche Zimmer, da ein Polizist, der zuvor eincheckte für den Killer gehalten wurde und so das richtige Zimmer erhält. Zudem schickt Chang-ku die Schwester und den Vater von Mr. Park in der Nacht noch nach Seoul. So tötet der angeheuerte Killer schließlich den Polizisten, der später von dem unwissenden Yeong-min ermordet wird.
Tae-gu hat einen kleinen Kampf mit dem Onkel, als er merkt, dass alles schiefgelaufen ist. Dabei verletzt sich Yeong-min und wird ins Krankenhaus geliefert. Die Mutter und der Vater schaffen in der Zeit die Leichen in den Schuppen. Als sie den Polizisten dorthin schaffen sollen, taucht Mr. Park auf, der realisiert, dass der Plan nicht ausgeführt wurde. Daraufhin stirbt Mr. Park beim Kampf mit Tae-gu. Schließlich übergießen beide die Leichen im Schuppen mit Benzin. Jedoch, als der Rest der Familie aus dem Krankenhaus nach Hause kommt und den Strom einschalten führt dies zu einem Kurzschluss im Schuppen, wodurch das Benzin entzündet wird. Auch die Eltern sind dann noch im Schuppen.
Zum Schluss sitzen Chang-ku, Yeong-min, Mi-su und Mi-na beim Essen. Dabei treten die Eltern ein, die viele Verbände tragen. Danach hören sie ein Klopfen an der Tür. Alle sind ganz still, jedoch bellt der Hund, worauf die Familie den Hund beschwichtigt.

## Kritiken
Das Lexikon des internationalen Films schrieb, die Produktion sei eine „einfallsreiche, exzellent fotografierte rabenschwarze Komödie mit skurrilen Charakteren“. Zudem sei der Film „elegant inszeniert“ und „überzeugend gespielt“.